# Diplomáciai lexikon (Éghajlat)
A Diplomáciai lexikon (alcíme: A nemzetközi kapcsolatok kézikönyve) az Éghajlat Könyvkiadónál jelent meg Budapesten 2018-ban.
ISBN 978 963 9862 14 2
A kötet megjelenését a Magyar Tudományos Akadémia támogatta.

## A szerkesztőbizottság
- Elnök: Martonyi János
- Alelnök: Marinovich Endre
- A szerkesztőbizottság tagjai:
  - Balogh Csaba
  - Bérczi István
  - Csernus Sándor
  - Ferkelt Balázs
  - Íjgyártó István
  - Jeszenszky Géza
  - Magyar Levente
  - Nagy József Zsigmond
- Szakmai főszerkesztő: Bába Iván
- Adminisztratív főszerkesztő: Sáringer János
- Szaklektor: Gazdag Ferenc